# Agathia maculimargo
Agathia maculimargo là một loài bướm đêm trong họ Geometridae.